# Мадезимо
Маде́зимо (итал. Madesimo) — коммуна в Италии, в провинции Сондрио области Ломбардия.
Население составляет 582 человека (2008 г.), плотность населения составляет 7 чел./км². Занимает площадь 85 км². Почтовый индекс — 23024. Телефонный код — 0343.
Покровителями коммуны почитаются святые апостолы Пётр и Павел, празднование 29 июня.

## Демография
Динамика населения:

## Администрация коммуны
- Официальный сайт: http://www.comune.madesimo.so.it/